# USS LST-1084
O USS LST-1084 foi um navio de guerra norte-americano da classe LST que operou durante a Segunda Guerra Mundial.